# Sullivan (Illinois)
Sullivan es una ciudad ubicada en el condado de Moultrie en el estado estadounidense de Illinois. En el censo de 2010 tenía una población de 4440 habitantes y una densidad poblacional de 640,62 personas por km².

## Geografía
Sullivan se encuentra ubicada en las coordenadas 39°35′44″N 88°36′28″O / 39.59556, -88.60778. Según la Oficina del Censo de los Estados Unidos, Sullivan tiene una superficie total de 6.93 km², de la cual 6.92 km² corresponden a tierra firme y (0.15%) 0.01 km² es agua.

## Demografía
Según el censo de 2010, había 4440 personas residiendo en Sullivan. La densidad de población era de 640,62 hab./km². De los 4440 habitantes, Sullivan estaba compuesto por el 98.36% blancos, el 0.43% eran afroamericanos, el 0.2% eran amerindios, el 0.25% eran asiáticos, el 0% eran isleños del Pacífico, el 0.18% eran de otras razas y el 0.59% pertenecían a dos o más razas. Del total de la población el 0.99% eran hispanos o latinos de cualquier raza.